# Papa gibt Gas – Eine Familie ist nicht zu stoppen
Papa gibt Gas – Eine Familie ist nicht zu stoppen (Originaltitel: Ta Ra Rum Pum) ist ein Hindi-Film aus dem Jahr 2007.

## Handlung
New York City: Rajveer Singh ist Reifenwechsler bei NASCAR. Als er eines Tages, mitten im Berufsverkehr das Taxi seines Freundes Harry entführt, verändern zwei Dinge sein ganzes Leben: 1. Er verliebt sich in Radhika Shekar Rai Banerjee, die ungewollt auf dem Rücksitz des Taxis mitfuhr. Seit diesem ungewöhnlichen Treffen nennt er sie Shona. 2. Rajveer wird von Harry, nun seinem Manager, als NASCAR-Fahrer für das Team Speeding Saddless engagiert. Für Rajveer, nun besser bekannt als RV, geht es bergauf. Er gewinnt jedes Rennen in den USA und ist der König der Rennstrecke.
Einige Zeit später wollen Shona und Rajveer heiraten, aber ihr reicher Vater, Subho Shekar Roy Banerjee, stellt sich gegen die Heirat. Der Grund: Rajveer hat keine Schulausbildung genossen und somit keinen Abschluss. Er möchte Radhika klarmachen, dass man mit Ruhm und Reichtum allein im Leben nicht durchkommt. Es sei zu riskant eine Beziehung nur auf etwas Vergänglichem aufzubauen. Trotz dieser Warnung heiratet Shona ihren Freund Rajveer. Auch Shona schließt die Schule nicht ab und nimmt die Rolle der Hausfrau an. Ein paar Jahre später sind sie stolze Eltern zweier Kinder, Princess und Champ.
Bei einem Rennen wird RV von Rusty, einem deutschen Rennfahrer, zur Seite gedrängt. Das Auto überschlägt sich und RV wird schwer verletzt. Rajveer wird ins Krankenhaus eingeliefert und wird dort einige Monate behandelt.
Ein Jahr später versucht RV ein Comeback in der Rennszene. Während des Rennens erlebt er jedoch eine Retraumatisierung und verliert. Das Comeback ist gescheitert und RV fliegt vom Team. Harry, der Manager, muss jetzt für Rusty arbeiten, der unter Vertrag genommen wurde und Auslöser des damaligen Unfalls war. Rusty ist nun die Nr. 1.
Doch es kommt schlimmer. Da die Familie kein Geld hat und auch keine Kredite mehr aufnehmen kann, müssen sie ihr Haus samt Einrichtung zur Auktion freigeben. Selbst Shonas Ehering wird versteigert. Sie steigen in die Armut ab, erzählen ihren Kindern, dass dies nur ein Spiel für die Reality Show Don´t worry, be happy (die allerdings nicht existiert) ist, bei der man am Ende einen großen Preis gewinnen kann. Und so ziehen sie in eine arme Siedlung in den Bronx.
Beide suchen eine Arbeit als Pianistin und Rennfahrer. Rajveer hält auch Ausschau nach anderen Jobs, um die Familie wenigstens halbwegs ernähren zu können. Shona bekommt einen Job als Pianistin in einem Restaurant. RV arbeitet im Pitstop.
Eines Tages bietet Harry Rajveer einen Job als Taxifahrer an. Nur nach längerem Zögern nimmt er den Job an. Bei dieser Auseinandersetzung merken die Kinder, dass alles kein Spiel ist und sie wirklich unter Armut leben. Princess und Champ fangen an ihr ganzes Essensgeld für die Schule zu sparen.
Plötzlich ergeht es Champ schlecht, da er etwas aus dem Müll gegessen hat, worin sich ein Glassplitter befand. Die ärztliche Behandlung für die Entfernung des Glassplitters aus dem Magen kostet 65.000 $, da sie keine Versicherung haben fallen die ganzen Kosten auf die Familie. Deshalb bittet RV seinen alten Teamchef um Geld, wird aber von ihm nur verspottet. Harry kriegt alles mit und verlässt das Speeding Saddless-Team. Er bietet Rajveer an, an einem Rennen unter seinem Management, teilzunehmen.
Bei dem Rennen erleidet Rusty denselben Unfall, den er damals bei RV ausgelöst hatte. Da Rusty nun aus dem Rennen ist, gewinnt RV das Rennen.

## Musik
| # | Lied             | Sänger                                                 | Länge |
| - | ---------------- | ------------------------------------------------------ | ----- |
| 1 | "Ta Ra Rum Pum"  | Shaan, Mahalakshmi Iyer, Sneha Suresh & Shravan Suresh | 03:54 |
| 2 | "Hey Shona"      | Shaan & Sunidhi Chauhan                                | 05:18 |
| 3 | "Nachle Ve"      | Sonu Nigam & Sowmya Raoh                               | 04:05 |
| 4 | "Ta Ra Rum Pum"  | Shreya Ghoshal                                         | 05:29 |
| 5 | "Ab Toh Forever" | KK, Shreya Ghoshal & Vishal Dadlani                    | 05:03 |
| 6 | "Saiyaan Ve"     | Vishal Dadlani                                         | 04:54 |

## Synchronisation
Der Sender RTL II beauftragte anlässlich der deutschen Erstausstrahlung am 1. Mai 2008 für die Synchronisation das Synchronstudio Media Factory Berlin. Dialogregie führte dabei Pierre Peters-Arnolds nach dem von ihm angefertigten Dialogbuch in Zusammenarbeit mit Jörg Hartung. Die in den Hauptrollen agierenden indischen Stars Saif Ali Khan und Rani Mukherjee erhielten nach dem Kontinuitätsprinzip wieder ihre Stammsprecher Philipp Moog und Tanja Geke.
| Darsteller       | Rolle                                                    | Synchronsprecher/in |
| ---------------- | -------------------------------------------------------- | ------------------- |
| Saif Ali Khan    | Rajveer 'RV' Singh                                       | Philipp Moog        |
| Rani Mukherjee   | Radhika Shekhar Rai Bannerjee / Radhika R. 'Shona' Singh | Tanja Geke          |
| Javed Jaffrey    | Hariprasad Dhirubhai 'Harry' Patel                       | Olaf Reichmann      |
| Angelina Idnani  | Priya R. 'Prinzessin' Singh                              | Soraya Richter      |
| Ali Haji         | Ranveer R. 'Champ' Singh                                 | Jonas Frenz         |
| Shruti Seth      | Sasha                                                    | Dascha Lehmann      |
| Bharat Dabholkar | Billy Bhatia                                             | Detlef Bierstedt    |